# Система утилизации химикатов на атолле Джонстон

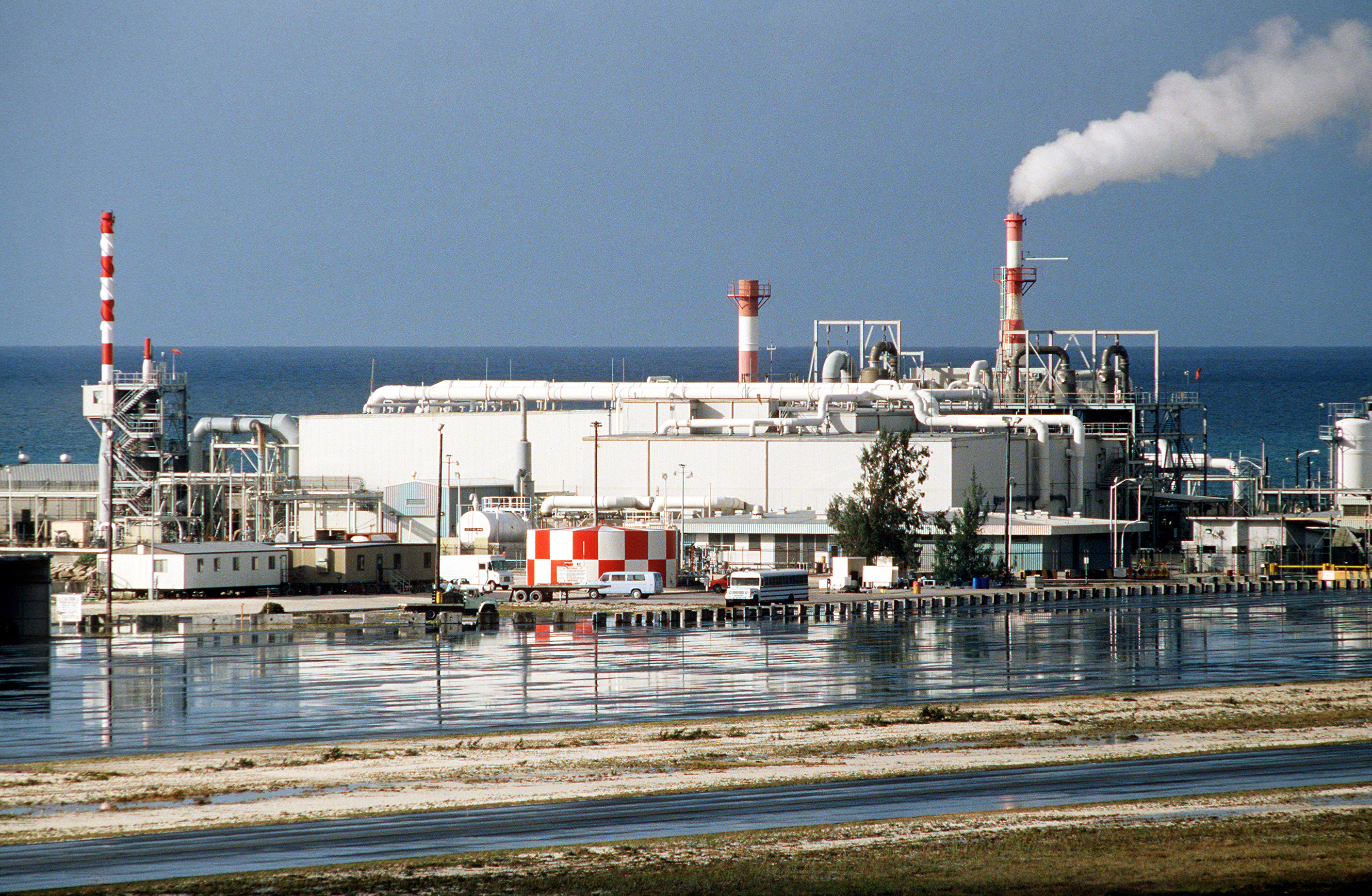
Объект системы утилизации химикатов на атолле Джонстон, 1990 г.

Система утилизации химикатов на атолле Джонстон (JACADS) — первый объект армии США по захоронению химических боеприпасов. Он был расположен на острове Джонстон атолла Джонстон завершил свою миссию и прекратил работу в 2000 году.

## Общие сведения
| Agent | Quantity     |
| ----- | ------------ |
| Иприт | 262 330,4 кг |
| Зарин | 1 197 240 кг |
| VX    | 383 475,3 кг |

До начала операций по уничтожению на JACADS на атолле находилось около 6,6% всех американских запасов химического оружия. Химическое оружие хранилось на атолле Джонстон с 1971 года, включая оружие, переданное с Окинавы во время операции «Red Hat» в 1971 году. Некоторое другое оружие, хранившееся на объекте, в том числе зарин и VX, было отправлено со складов США в Германии в 1990 году по соглашению 1986 года между США и Германией о перемещении боеприпасов. Остаток химического оружия представлял собой небольшое количество оружия времен Второй мировой войны, доставленное с Соломоновых Островов. В 1985 году Конгресс США постановил уничтожить все запасы химического оружия на атолле Джонстон, в основном иприт и VX.

## История

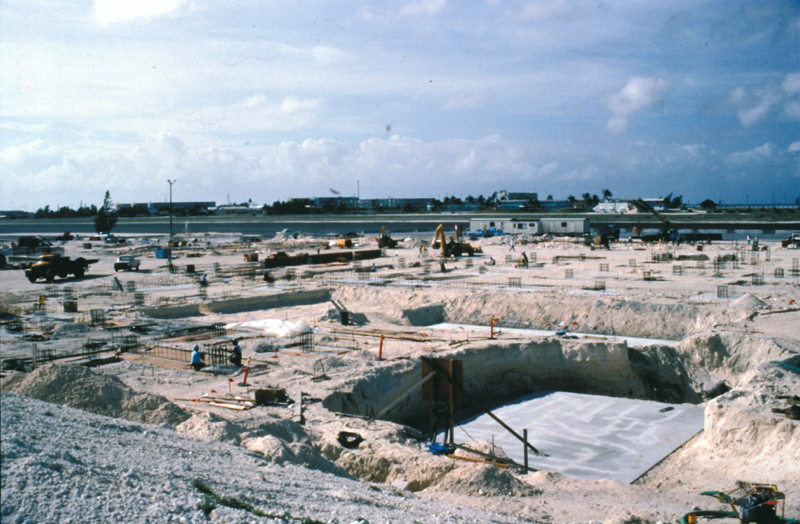
Раскопки на ранней стадии строительства JACADS.

Проектирование JACADS началось в 1981 году, а первоначальное строительство началось в 1985–1986 годах. В августе 1985 г. Агентство по охране окружающей среды США выдало 10-летнее разрешение армии на строительство и эксплуатацию JACADS. Когда JACADS готовился к началу работы, Конгресс США принял публичный закон 100-456, который требовал от JACADS завершения эксплуатационных проверочных испытаний, чтобы гарантировать безопасную утилизацию каждого типа боеприпасов. Деятельность JACADS началась в июне 1990 года, начиная с эксплуатационных проверочных испытаний.
Первая утилизация оружия состоялась 30 июня 1990 года. В этот день JACADS стал первым в США объектом по утилизации химического оружия. Этап проверочных испытаний продлился до марта 1993 года. Переход от фазы испытаний к полномасштабной эксплуатации начался в мае 1993 года, а в августе начались полномасштабные операции. Дважды, в 1993 и 1994 годах, предприятие приходилось эвакуировать из-за ураганов; в эти периоды операции откладывались на 70 дней.
29 ноября 2000 г. были утилизированы последние химические боеприпасы на JACADS. В результате последней операции по обезвреживанию было уничтожено более 13 000 мин, начиненных VX. Спустя два года после того, как было уничтожено последнее химическое оружие на JACADS, армия представила план демонтажа объекта в EPA; он был утвержден в сентябре 2002 года. Снос объекта площадью 7,400 м2, где находятся мусоросжигательные заводы, лаборатории и диспетчерские, проводился с августа по октябрь 2003 года. В ноябре 2003 года сотрудникам JACADS была посвящена мемориальная доска.